# Pr0211 c
Pr0211 c (иногда также Pr 0211 с) — экзопланета у звезды Pr0211 в созвездии Рака на расстоянии 550 световых лет от Солнца. Относится к газовый гигантам и является второй по удалённости планетой в системе после Pr0211 b. Родительская звезда, очень похожая на Солнце, имеет спектральный класс G9 и также относится к жёлтым карликам. Это одна из первых экзопланетных систем, обнаруженных в звёздном скоплении Ясли и единственная известная система в рассеянном скоплении, в которой больше одной планеты.
Pr0211 c была обнаружена в 2016 году Сэмом Куинном и его коллегами, которые наблюдали за 53 звёздами в звёздном скоплении Ясли с помощью 1,5-метрового телескопа в университете Джорджии в США. Из-за обнаружения путём метода Доплера, нельзя узнать точно некоторые орбитальные характеристики и радиус. Однако известно, что планета вращается на расстоянии 6 а. е. от звезды примерно за 5500 земных суток и имеет массу равную восьми массам Юпитера.